# Калнмейерс, Эрик
Эрик Калнмейерс (латыш. Ēriks Kalnmeiers; род. 10 сентября 1960 года, Угале, Латвийская ССР) — советский и латвийский юрист. Генеральный прокурор Латвии (2010—2020). Работал юристом в Parex-банке, присяжным адвокатом (до 2000 года) и следователем. Окончил юридический факультет Латвийского госуниверситета с дипломом магистра (2004 г.).